# Red Bull
Red Bull je energetický nápoj vyráběný v Rakousku. V roce 2011 bylo prodáno přes čtyři a půl miliardy plechovek ve více než 160 zemích. Red Bull se nezaměřuje pouze na prodej energetických nápojů Red Bull Energy Drink, Red Bull Sugarfree nebo limonád Red Bull ORGANICS, značná část aktivit je také zaměřena do oblasti sportu, esportu a kultury. Tento nápoj není vhodný pro děti a těhotné ženy.

## Složení
Perlivá voda, sacharóza, glukóza, kofein (32 mg / 100 ml), taurin, regulátor kyselosti, citrát sodný, vitamíny (niacin, kyselina pantothenová, B6 a B12), aroma, barviva (karamel, riboflavin).
Nutriční hodnoty / 100 ml: Energetická hodnota 194 kJ (46 kcal), bílkoviny 0 g, sacharidy 11,3 g, tuky 0 g, vláknina 0 g, sodík 0,08 g.
Kromě základní verze firma prodává Organics by Red Bull, což jsou limonády z bylin a přísad pouze z přírodních zdrojů na základu koncentrátu citronové šťávy. Organics by Red Bull neobsahují umělá ochucovadla, barviva, ani umělé konzervanty. Na trhu byly v roce 2020 čtyři příchuti. Simply Cola byla představena jako první v roce 2009, není příliš sladká a ve složení je mj. přírodní kofein. Bitter Lemons je nahořklá. Ginger ale obsahuje výtažky ze zázvoru a bergamotu. Tonic water kombinuje sladkou, hořkou a suchou chuť mj. díky chininu.

## Výroba
Původní recept na nápoj Red Bull pochází z Thajska a byl později chuťově upraven. Vývoj nápoje probíhal během tříletého období od roku 1984 do roku 1987. Z té doby pochází i positioning produktu „Red Bull revitalizuje tělo i mysl” a slogan „Red Bull vám dává křííídla!”
Sídlo společnosti Red Bull GmbH je ve Fuschlu am See (Salcbursko), výrobu a stáčení nápoje zajišťuje firma Rauch v Nüziders (Vorarlbersko). Pro export nápojů na americký trh postavila firma Rauch stáčírnu ve Švýcarsku ve městě Widnau (St. Gallen), aby se tak vyhnula případným dopadům obchodních sporů mezi EU a USA.

## Marketing
Marketingový mix se skládá ze čtyř základních oblastí: event marketing (akce v oblasti sportu a kultury), opinion leaders program (podporování sportovců a umělců), komunikace (reklama a public relations) a consumer collecting (získávání nových konzumentů pomocí vysokoškolských studentů a vyhledávání vhodných příležitostí pro sampling). Subjektivní cílovou skupinou je každý, kdo chce vykonávat fyzickou nebo duševní aktivitu. To jsou například studenti připravující se na zkoušky, manažeři v kanceláři, sportovci během závodu či tréninku, řidiči na dlouhých trasách apod.

### Opinion Leaders
Mezi nejznámější podporované sportovce v České republice patří Ester Ledecká, Eva Samková, Markéta Davidová, Tomáš Kraus, Michal Prokop, Jan Kubíček či Michal Maroši,Tomáš Slavík, Martin Šonka, Maxim Habanec a Šárka Pančochová. Marketingovou strategií je vyhledávání mladých talentů a následná dlouhodobá a vysoce specializovaná spolupráce.

### Event marketing
Jedním z hlavních marketingových pilířů je tvorba vlastních akcí v oblasti sportu a kultury. V České republice v roce 2002 a 2006 zorganizovala společnost soutěž Red Bull Letecký Den na Střeleckém ostrově v Praze, v letech 2001, 2003, 2008 a 2013 na Dvořákově nábřeží. Asi největší úspěch mezi laickou i odbornou veřejností pak zaznamenal závod v ledovém korytu z Pražského hradu do Nerudovy ulice v samotném centru Prahy, který se jmenoval Red Bull Crashed Ice. Pro rok 2007 a 2011 byla v České republice vybrána kreativní soutěž Red Bull Art of Can . V hudební oblasti jsou známé akce jako Red Bull Soundclash , Red Bull i-Battle  a nejnověji Red Bull Tour Bus  - pojízdná stage, která obráží české a slovenské hudební festivaly. Začátkem roku 2012 proběhly na pražských vysokých školách kvalifikace na světové finále závodu v hodu papírovou vlaštovkou Red Bull Paper Wings , ve kterém se mistrem světa stal český reprezentant Tomáš Beck s hodem dlouhým 50,37m. Sportovní fanoušky si firma drží skrze extrémní běžecký závod Red Bull 400 nebo charitativní běh Red Bull Wings For Life World Run. V červnu 2012 se na pražské Štvanici uskutečnila evropská premiéra závodu Red Bull Pump Riders  a v červenci Praha hostila národní kvalifikaci na streetballový turnaj Red Bull King of the Rock . Mezi nejznámější zahraniční eventy patřila do roku 2019 světová série v akrobatickém létání Red Bull Air Race , v oblasti motokrosu Red Bull X-Fighters , tanečníků breakdance se týká Red Bull BC One .

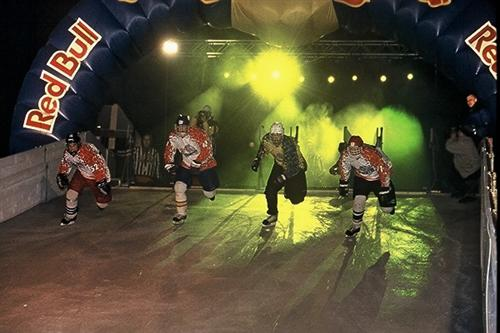
Red Bull Crashed Ice v Praze 2005.
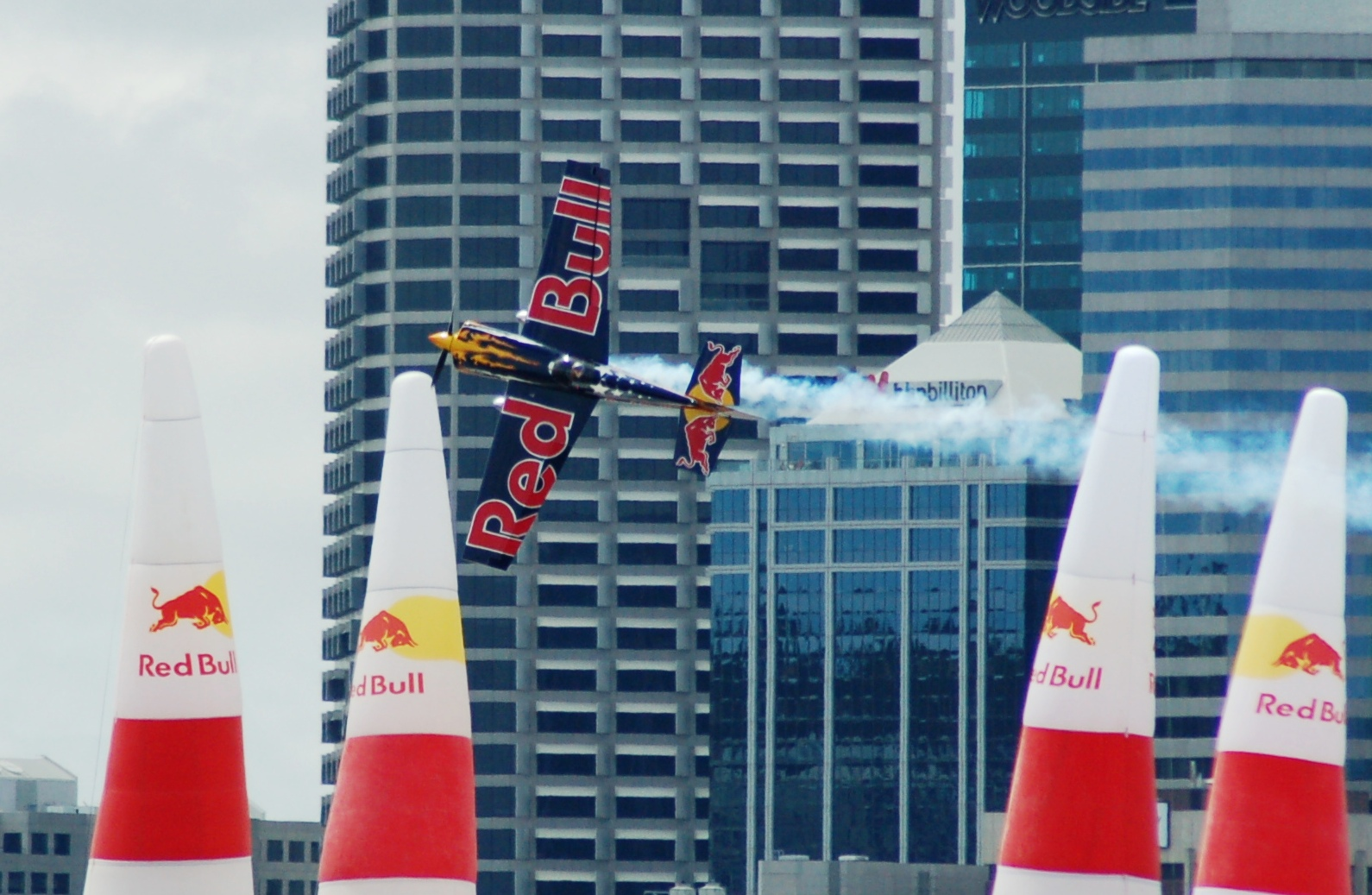
Red Bull Air Race v Austrálii 2006.

### Komunikace
Články, fotografie, videa a další média ze světa Red Bull produkuje a do celého světa distribuuje Red Bull Media House  se sídlem ve Fuschlu am See (Salcbursko). Globální mediální síť se spolupracovníky z více než 160 zemí světa vytváří obsah pro časopis Red Bulletin , televizní kanál Red Bull TV , rádio  Archivováno 3. 4. 2013 na Wayback Machine., mobilní aplikace nebo webové stránky pro každou zemi včetně České republiky , kde jsou informace z kultury a sportu. Kromě toho také zaštiťuje produkci dokumentů, filmů a videí jako například u snowboardového snímku Art of Flight .

### Propagační vozy a Sampling girls
Red Bull prezentuje mobilní energetický tým, též zvaný Wings Team. Týmy jsou sestavené z vysokoškolských studentů, které řídí auta s korporátním designem a zvětšenou plechovkou na zádi (Mini Cooper, dříve mj. Volkswagen New Beetle, Suzuki Vitara). Hlavní náplní práce Sampling girls je distribuce produktu zdarma především mezi studenty, pracující, řidiče či sportovce. Red Bull Saurus a Suga jsou další propagační vozy.

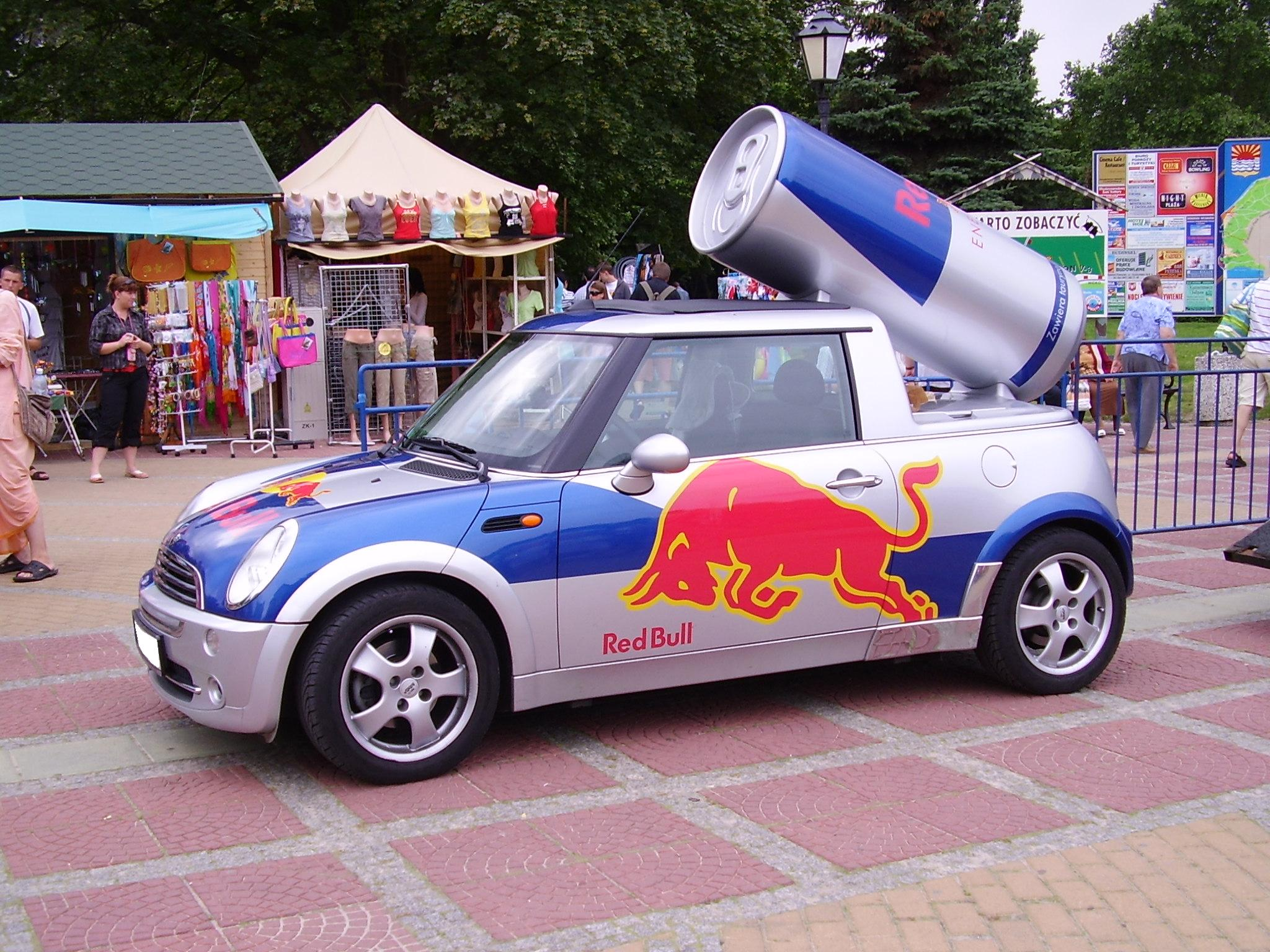
Red Bull sampling auto Mini Cooper
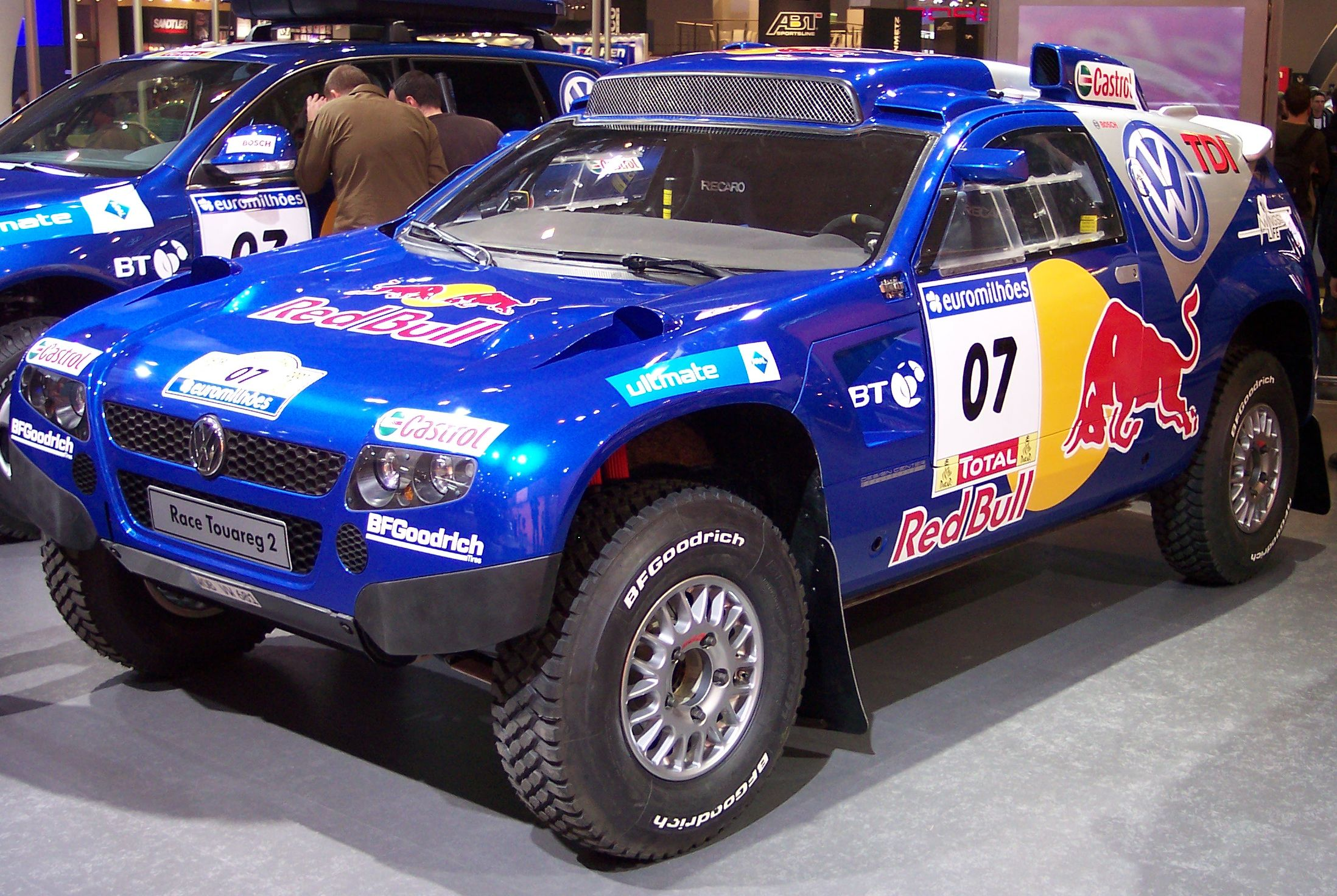
VW Race Touareg 2
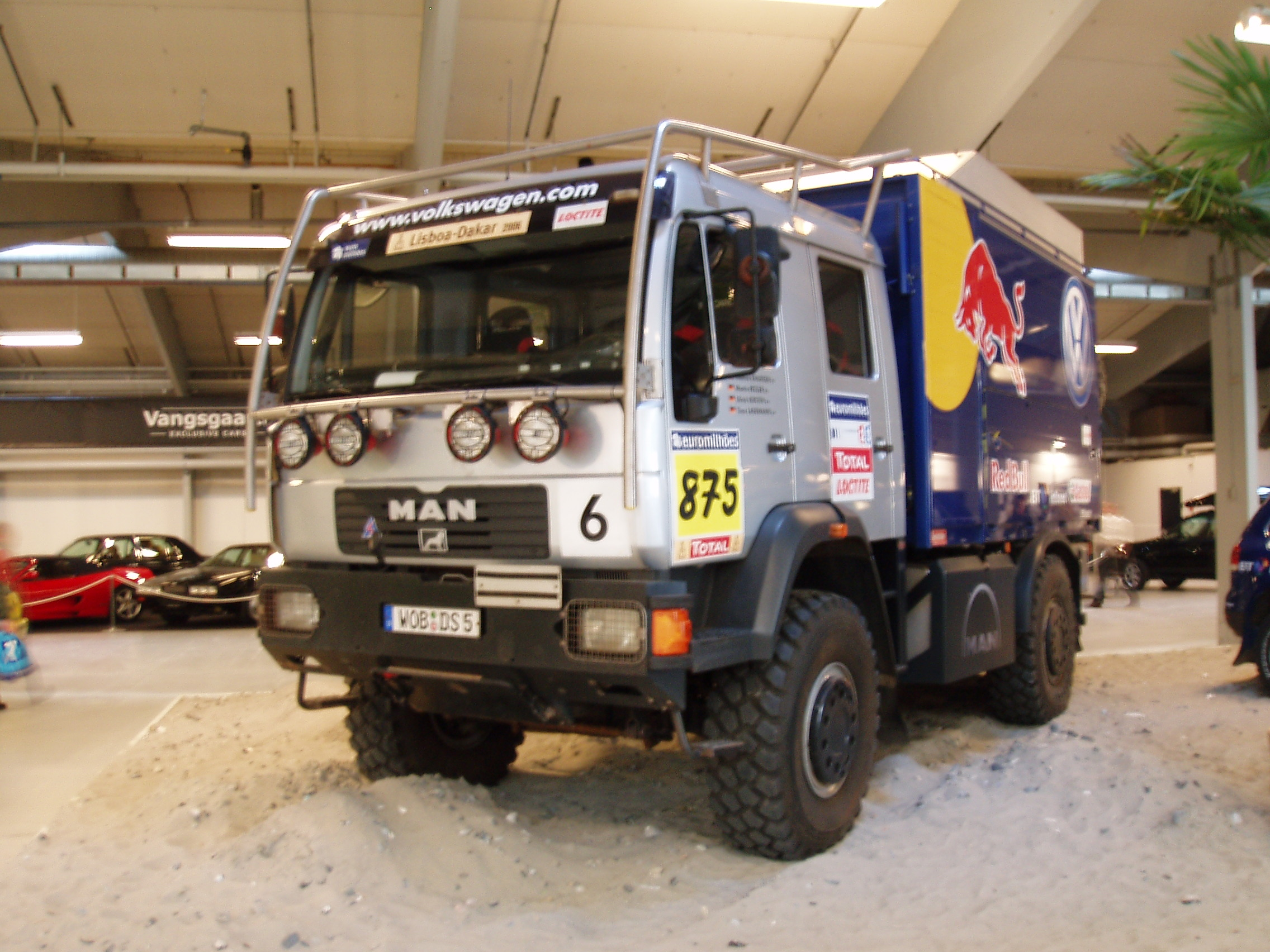
MAN truck z Paříž-Dakar

## Thajský Krating Daeng
Původní thajský Krating Daeng bývá dostupný v některých asijských potravinářstvích na Novém Zélandu, v Austrálii nebo v Kanadě. V Česku je v pražské vietnamské tržnici Sapa, v brněnské tržnici na Olomoucké ulici, v Liberci v bistru pod nádražím a v Pardubicích (Můj obchod Sakařova ulice.)